# Celownik (program telewizyjny)
Celownik (dawniej Na celowniku) – program interwencyjny nadawany w TVP1 o godzinie 16:40 w latach 2005–2012. Autorką programu była Joanna Wąsowska.
Ostatni program pojawił się 27 lutego 2012.

## O programie
Pierwszy raz pojawił się na antenie 19 grudnia 2005. W rankingu opublikowanym przez Rzeczpospolitą program „Na celowniku” znalazł się na drugim miejscu wśród dziesięciu najchętniej oglądanych programów. Relacjonowali na żywo tragedię w Katowicach w styczniu 2006, po zawaleniu się dachu jednej z hal Międzynarodowych Targów Katowickich. W specjalnym wydaniu programu w listopadzie 2006 reporterzy relacjonowali tragiczne wydarzenia sprzed kopalni Halemba w Rudzie Śląskiej. W lipcu 2007 program został zdjęty z anteny, a redakcja „Na celowniku” rozwiązana decyzją dyrektor TVP1 Małgorzaty Raczyńskiej. Po pewnym czasie został jednak wznowiony z tą samą oprawą graficzną, ale z nową nazwą „Celownik”. Program w czasie wakacji nie był nadawany.
Od 29 stycznia 2011 był emitowany z uniwersalnego studia TVP1, skąd nadawane były także inne programy (m.in. Kawa czy herbata?).

## Prezenterzy programu
- Andrzej Buchowski,
- Maciej Orłoś,
- Diana Rudnik,
- Iwona Radziszewska[1],
- Agnieszka Świdzińska,
- Krzysztof Ziemiec.